# Fußball- und Athletik-Bund Berlin
Der Fußball- und Athletik-Bund Berlin (FuABB) war ein lokaler Sportverband in Berlin. Er bestand vom 22. März 1904  bis zum 9. September 1905 und schloss sich danach dem Märkischen Fußball-Bund an.

## Geschichte
Der FuABB wurde am 22. März 1904 mit dem Ziel gegründet, Leichtathletik betreibenden Vereinen im Winter durch Fußball eine Spielmöglichkeit während der kalten Jahreszeit zu bieten. 
Die einzige Fußballmeisterschaft wurde in der Saison 1904/05 in einer Spielklasse mit elf Vereinen ausgetragen. Während der Saison wurden zwei Vereine nach dreimaligem Nichtantreten gestrichen und zwei weitere Clubs wurden aus nicht genannten Gründen aus der Wertung genommen. Meister wurde der BSC Franco-Alliance 1901. 
Am 9. September 1905 schloss sich der Fußball- und Athletik-Bund Berlin dem Märkischen Fußball-Bund an. Zwei seiner ehemaligen Vereine traten dem Verband Berliner Ballspielvereine bei. 

## Verbandsmeister
- 1904/05: BSC Franco-Alliance 1901